# Tejksobaktyna
Tejksobaktyna – organiczny związek chemiczny, antybiotyk niszczący komórki Gram-dodatnie bakteryjne przez przyłączanie się do prekursorów związków tworzących ścianę komórkową: lipidu II (prekursora mureiny) oraz lipidu III (prekursora kwasu tejchojowego), wyizolowany z bakterii glebowej Eleftheria terrae.